# Nikola Ašćerić
Nikola Ašćerić (in serbo Никола Ашћерић?; Belgrado, 19 aprile 1991) è un calciatore serbo, attaccante dello Stockerau.